# Mieczysław Czyżykowski
Mieczysław Czyżykowski (ur. 26 lutego 1907 w Warszawie, zm. 2 marca 1996 tamże) – polski matematyk, nauczyciel i wykładowca.

## Życiorys
Urodził się w rodzinie rzemieślniczej Stanisława i Antoniny z d. Krawczyk, jego bratem był Stanisław Czyżykowski, koszykarz. W 1925 ukończył Gimnazjum Państwowe im. Adama Mickiewicza w Warszawie. Po maturze podjął studia metematyczne na Wydziale Filozoficznym Uniwersytetu Warszawskiego, w 1931 uzyskał magisterium (Własności zasadnicze skończonych ciągłych grup przekształceń). W 1934 uzyskał dyplom nauczyciela szkół średnich. W 1931 rozpoczął pracę nauczyciela w Gimnazjum Państwowym im. Królowej Jadwigi  w Pabianicach, w następnym roku w Gimnazjum Męskim im. Henryka Sienkiewicza w Grodnie, gdzie wstąpił do Towarzystwa Nauczycieli Szkół Średnich i Wyższych, którego prezesem był wówczas Wacław Sierpiński. W latach 1934–1948 uczył matematyki w I Państwowym Gimnazjum i Liceum im. Stefana Batorego, przez dwa lata przed wybuchem wojny był równocześnie starszym asystenten na Politechnice Warszawskiej.

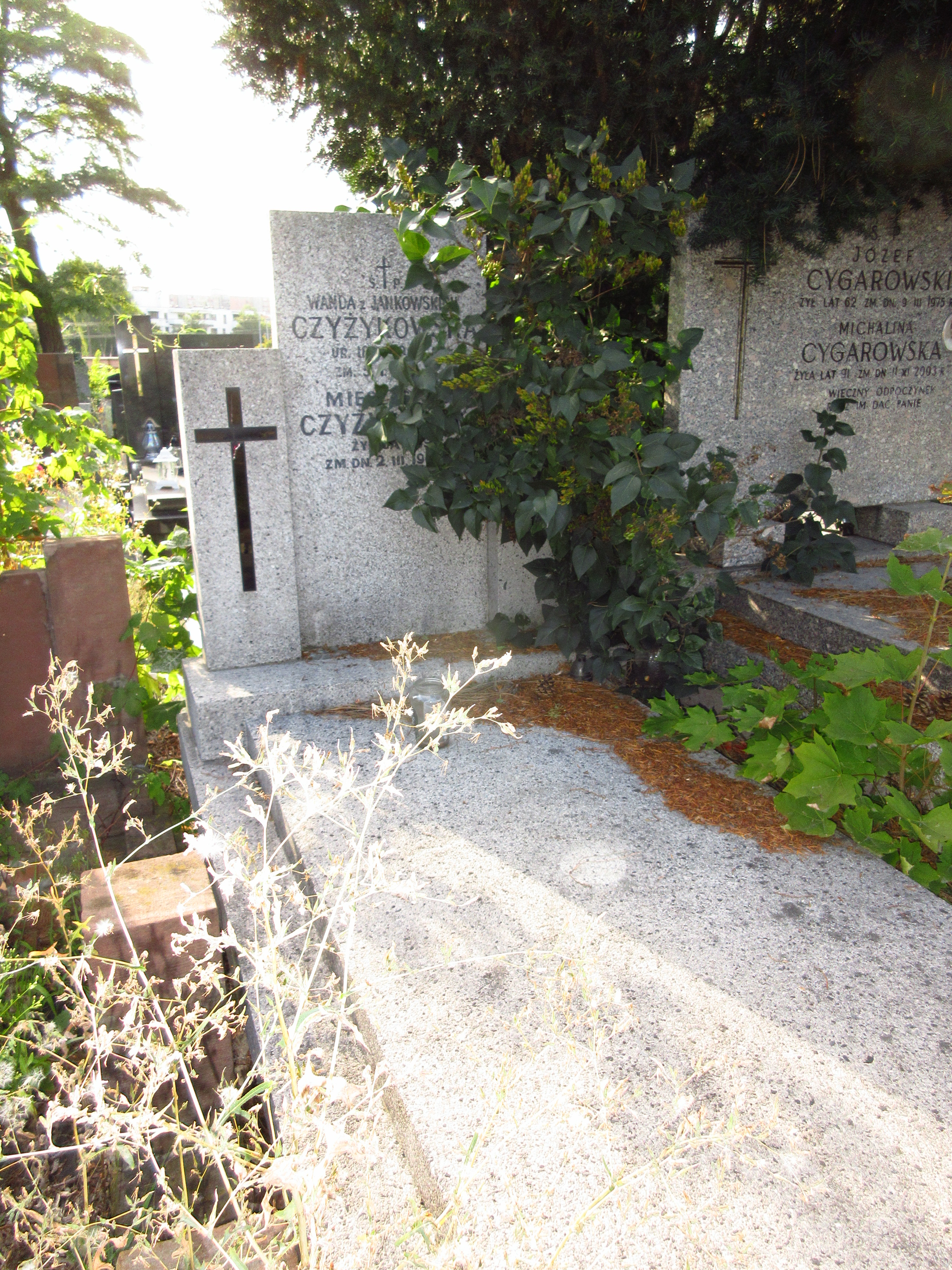
Grób docenta Mieczysława Czyżykowskiego na Cmentarzu Bródnowskim.

W czasie okupacji pracował jako nauczyciel na tajnych kompletach. W czasie powstania warszawskiego został wywieziony do obozu pracy w Senftenberg. 
Wrócił do Warszawy 21 kwietnia 1945, w maju podjął pracę nauczyciela w Państwowym Gimnazjum i Liceum im. Stefana Batorego oraz wykładowcy na Politechnice Warszawskiej. W 1951 uzyskał tytuł doktora nauk technicznych na Politechnice Warszawskiej (Zagadnienia nieliniowe Fouriera). W 1962 przygotował rozprawę habilitacyjną Kryteria nomogramowalności funkcji czterech zmiennych, jednak do kolokwium habilitacyjnego nie doszło (prawdopodobnie z powodu śmierci Witolda Pogorzelskiego), w 1967 otrzymał stanowisko docenta.
Był autorem podręczników szkolnych i akademickich oraz skryptów dla studentów Politechniki Warszawskiej. Przez ponad czterdzieści lat aktywnie działał w  Olimpiadzie Matematycznej.
Został pochowany na Cmentarzu Bródnowskim w Warszawie (kwatera 62G-1-28).

## Ordery i odznaczenia
- Medal 10-lecia Polski Ludowej (1954)[2]
- Złoty Krzyż Zasługi (1957)[2]
- Członek Honorowy Polskiego Towarzystwa Matematycznego (1994)[2]